# Карре, Изабель
Изабель Карре (фр. Isabelle Carré; род. 28 мая 1971, Париж, Франция) — французская актриса кино, телевидения и театра.

## Биография
Изабель Карре родилась 28 мая 1971 года в 12-м округе Парижа в семье стилиста и секретарши. Детство провела в 7-м округе Парижа вместе с двумя братьями.
В 15 лет поссорилась с родителями, ушла из дома и стала жить одна. Мечтала о карьере танцовщицы, но вскоре решила стать актрисой. Посещала лекции драматического искусства в американском центре, на курсах Флорана и в «Студии Пигмалион» (фр.), училась в «Лицее Виктора Дюрюи» (фр.). Её восхищала актриса Роми Шнайдер. С 1989 года Изабель начала сниматься в кино в небольших ролях, в частности в фильме «Ромео и Джульетта».
После получения степени бакалавра (фр. Bac B) в 1989 году Изабель перешла в «Высшую национальную школу искусств» (фр.).

## Избранная фильмография

### Кино
- 1989 — Ромео и Джульетта / Romuald et Juliette
- 1991 — Белая королева / La Reine blanche
- 1992 — / Beau fixe
- 1995 — Гусар на крыше / Le Hussard sur le toit
- 1996 — Безрассудный Бомарше / Beaumarchais, l’insolent
- 1997 — Сёстры Солей / Les sœurs soleil
- 1997 — Запретная женщина / La femme défendue
- 1999 — Дети природы / Les Enfants du marais
- 1999 — Дети века / Les Enfants du siècle
- 1999 — Рождественский пирог / La Bûche
- 2000 — Ваш выбор, Мадам / Ça ira mieux demain
- 2001 — Безумный день среда / Mercredi, folle journée!
- 2001 — Вспоминать о прекрасном / Se souvenir des belles choses
- 2002 — Любит — не любит / À la folie… pas du tout
- 2003 — Чувства / Les Sentiments
- 2004 — Эротерапия / Éros thérapie
- 2004 — Святая Лола / Holy Lola
- 2005 — В его руках / Entre ses mains
- 2005 — Четыре звезды / Quatre étoiles
- 2006 — Сердца / Cœurs
- 2007 — Анна М. / Anna M.
- 2007 — Девочка и лисёнок / Le Renard et l’Enfant
- 2008 — Клиентка французского жиголо / Cliente
- 2008 — Небесная канцелярия / Les Bureaux de Dieu
- 2008 — Высокий музей, низкий музей / Musée haut, musée bas
- 2008 — Такие родные / Tellement proches
- 2009 — Убежище / The Refuge
- 2010 — Анонимные романтики / Les Emotifs anonymes
- 2012 — Вишенка на новогоднем торте / La cerise sur le gâteau
- 2012 — Я дышу / Respire
- 2015 — 21 ночь с Патти / Vingt et une nuits avec Pattie
- 2015 — Анж и Габриель / Ange et Gabrielle
- 2015 — Путешествие из Парижа / Paris-Willouby
- 2017 — Совместная опека / Garde alternée
- 2020 — Генерал Де Голль / De Gaulle
- 2021 — Восхитительно / Délicieux
- 2022 — Континентальный дрейф (южный) / La Dérive des continents (au sud)
- 2022 — Вкус любви / La dégustation

### Короткометражные
- 1992 — Dober Man реж. Tim Southam
- 1998 — L’Amour flou реж. Denis Parent
- 1999 — De source sûre реж. Laurent Tirard
- 2000 — J’peux pas dormir… реж. Guillaume Canet
- 2000 — Le Goût du couscous реж. Claude Duty
- 2003 — Toute une histoire реж. Jean Rousselot

### Работа на телевидении
- 1990 — Le Blé en herbe — Film TV
- 1991 — La Maison vide реж. Denys Granier-Deferre : Claire
- 1991 — Ferbac, épisode Bains de jouvence реж. Marc Rivière : Sandra
- 1994 — La Musique de l’amour : Robert et Clara реж. Jacques Cortal : Clara Schumann
- 1994 — Les Cinq Dernières Minutes, épisode Meurtre à l’université реж. Jean-Marc Seban : Émilie Potier
- 1995 — Belle Époque реж. Gavin Millar — Mini-série TV : Laure
- 1995 — La Musique de l’amour: Robert et Clara — Film TV : Clara Schumann
- 1996 — Tout ce qui brille реж. Lou Jeunet : Laurence
- 1997 — Viens jouer dans la cour des grands реж. Caroline Huppert : Babette
- 1998 — Le Cocu magnifique реж. Pierre Boutron: Stella
- 2002 — Un Jour dans la vie du cinéma français — Film documentaire : elle-même
- 2004 — L’Hiver sous la table реж. Zabou Breitman (captation)
- 2005 — Premiers pas — Film documentaire : elle-même
- 2007 — Maman est folle реж. Jean-Pierre Améris

### Работа в театре
- 1990: Une Nuit de Casanova
- 1990: La Cerisaie
- 1992: L'École des Femmes
- 1993: On ne badine pas avec l’amour
- 1993: Il ne faut jurer de rien
- 1993: Le Mal court
- 1995: Dostoïevsky va à la plage
- 1995: Le père humilié
- 1995: Arloc
- 1996: Slaves
- 1999: Mademoiselle Else
- 2000: Résonances
- 2001: La Tragedie d’Othello, le maure de Venise
- 2001: Léonce et Léna
- 2002: Hugo à deux voix
- 2003: La Nuit chante
- 2004: L’Hiver sous la table
- 2006: Blanc
- 2009: Un garçon impossible

## Премии и награды
- 1993 — (фр. Prix Arletty de l'interprétation théâtrale) pour Le mal court
- 1997 — (фр. Prix Gérard Philipe) (meilleur comédien de théâtre)
- 1998 — (фр. Prix Romy Schneider)

## Номинация на премию «Сезар»
- 1993 — номинация на самую перспективную актрису за роль в фильме «Beau fixe»
- 1996 — номинация на самую перспективную актрису за роль в фильме «Гусар на крыше»
- 1998 — номинация на самую перспективную актрису за роль в фильме «Защищённая женщина»
- 2003 — лучшая актриса «Вспоминать о прекрасном»
- 2004 — номинация за лучшую женскую роль в фильме «Чувства»
- 2006 — номинация за лучшую женскую роль в фильме «В его руках»
- 2006 — номинация за лучшую женскую роль в фильме «Анна М.»

## Премия Мольера
- 1999 — «Molière de la comedienne» за «Mademoiselle Else»
- 2004 — «Molière de la comedienne» за «L’Hiver sous la table»